# 李再鈐雕塑改色事件
李再鈐雕塑改色事件，又稱紅色雕塑事件，指雕塑家李再鈐的作品〈低限的無限〉（1983年）在臺北市立美術館戶外廣場展出期間，於1985年遭館方因政治因素而塗改顏色所引發的爭議事件。

## 李再鈐簡介
李再鈐生於福建，1948年來到臺灣，公費就讀臺灣省立師範學院（今國立臺灣師範大學美術系），但1950年因四六事件風波遭到退學。此後因儲小石的引薦到印染廠擔任布花設 計師，1958年又轉入臺灣手工業推廣中心就職。四十歲之後，李再鈐方透過自學轉向雕塑創作，以現代的幾何抽象風格發展出個人特色與名聲。

## 事件經過
1983年，李再鈐獲邀參加臺北市立美術館開幕，製作〈低限的無限〉之大型幾何結構雕塑於館前廣場展出。此作材質為鋼板，由五塊長形的唯體連接而成，且因臺北市立美術館的建築為白色，李再鈐為凸顯對比效果，故以紅色上色。1985年，有觀眾認為〈低限的無限〉由特定角度觀看像是象徵共產主義的紅星，因而向情治機關檢舉。館方在接獲相關單位之公文後，擅自將之改漆成銀色。隨後因媒體報導，引發藝文界和輿論的抨擊，才得以在翌年恢復原樣。當時龍應台於1985年8月29日《中國人間副刊發表〈啊！紅色！〉一文，嚴厲批評館方做法，認為此事暴露出二個文明社會所不能客許的心態，第一是對藝術的極端蔑視，第二是極權制度中才有的政治掛帥，引發各界之關注。此事件反映出解嚴前政治干涉藝術之現象，以及1980年代中後期民間輿論對此之不滿。